# 찰스 로콜링고이
찰스 로콜링고이(Charles Lokolingoy, 1997년 3월 2일~)는 오스트레일리아의 축구 선수이다.

## 참고 문헌
- “찰스 로콜링고이”. 《충남 아산 FC》. 충남아산프로축구단.